# White Star Line
Oceanic Steam Navigation Company všeobecně známější jako White Star Line byla významná britská rejdařská a loďařská společnost sídlící v Liverpoolu. Provozovala síť lodních linek (dopravy osob i nákladu) mezi Evropou a USA, Austrálií a Novým Zélandem. Tato společnost je dnes známá hlavně kvůli nešťastnému Titanicu a jeho sesterské lodi Britannic, která se potopila v první světové válce. Později přesídlila do Londýna.
V roce 1934 se White Star Line sloučila se svým hlavním soupeřem, společností Cunard Line, která operovala až do roku 2005 a nyní je součástí společnosti Carnival Corporation & PLC.

## Historie

### Raná historie
Společnost s původním názvem White Star Line založili v anglickém Liverpoolu John Pilkington a Henry Threlfall Wilson v roce 1845. Měla se zaměřit na lodní dopravu a obchod s Austrálií, který v té době prudce stoupal díky objevu nových nalezišť zlata. Zpočátku provozovala pouze pronajaté lodi. Charterová flotila sestávala z lodí Blue Jacket (později přejmenované na White Star), Red Jacket, Ellen a Iowa. První vlastní lodí se v roce 1863 stala Royal Standard. V roce 1854 se potopila přetížená loď Tayleur a zahynulo 380 lidí. Tato katastrofa měla pro společnost vážné důsledky, málem vedla i k jejímu zániku. Společnost se později sloučila s dvěma menšími společnostmi (Black Ball a Eagle Lines) a vznikla tak společnost Liverpool, Melbourne and Oriental Steam Navigation Company Limited. Ta však neprosperovala a tak z ní White Star Line vystoupila a soustředila se na dopravu mezi Liverpoolem a New Yorkem. Velké investice do stavby nových lodí firma financovala pomocí úvěrů, ale její věřitel Royal Bank of Liverpool zkrachovala v říjnu roku 1867. Hodnota pohledávky firmy byla 527 000 liber, a tak společnost byla nucena čelit bankrotu.

### Oceanic Steam Navigation Company
Dne 18. ledna 1868 Thomas Ismay, ředitel společnosti National Line, koupil vlajku a obchodní název White Star Line za pouhých 1 000 liber. Společnost koupil se záměrem vybudovat velké nákladní a osobní lodě, které by sloužily na Transatlantické lince. Za tímto účelem 6. září 1869 založil společnost Oceanic Steam Navigation Company (OSNC), všeobecně známou jako White Star Line.
Při setkání s Gustavem Christianem Schwabem, prominentním Liverpoolským obchodníkem a jeho synovcem, Gustavem Wilhelmem Wolffem, Ismay požádal, jestli by pan Wolff nesouhlasil, aby jeho loděnice Harland & Wolff pro něj nestavěla lodě a Schwabe se nabídl, že jeho společnost to bude financovat. Tak nastalo partnerství mezi Harland & Wolff a White Star Line. Konstruktéři dostali první zakázky pro stavbu nových lodí 30. července 1869. Dohoda byla, že Harland and Wolff bude stavět lodě výhradně pro WSL a oni si na oplátku nenechají postavit loď od jiné loděnice.

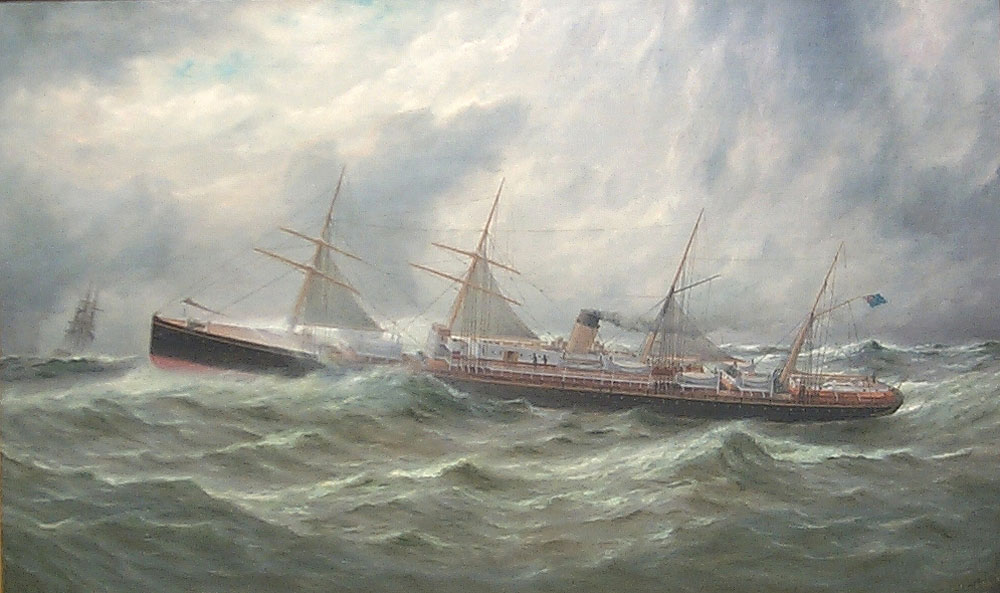
Adriatic (3 888 BRT)

První čtyři lodě byly zkonstruovány jako třída Oceanic: Oceanic(I.), Atlantic, Baltic a Republic, a v roce 1871 společnost začala provozovat cesty mezi New Yorkem a Liverpoolem (se zastávkou přes irský Queenstown – dnes Cobh).

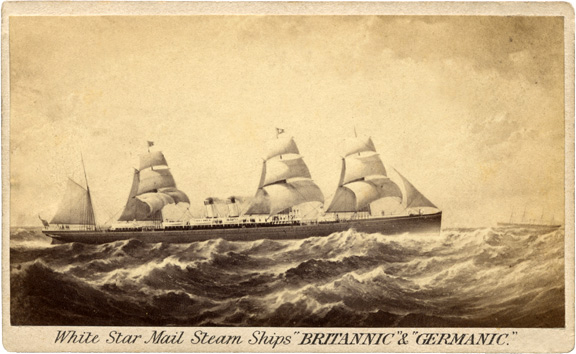
Britannic a Germanic (5 000 BRT)

V 19. století White Star Line vlastnila slavné lodě jako jsou Britannic (I.), Germanic, Teutonic a Majestic(I.). Některé z nich získaly Modrou stuhu za nejrychlejší přeplutí Severního Atlantiku. V roce 1899 nechal Thomas Ismay objednat jednu z nejkrásnějších lodí, které byly postaveny v 19. století – Oceanic (II.). Byla to první loď která převyšovala loď Great Eastern délkou, ne tonáží. Při stavbě této lodi White Star Line se soustředila spíš na komfort, než na rychlost. Koncem roku 1899 Thomas Henry Ismay zemřel a do jeho funkce nastoupil jeho nejstarší syn, Joseph Bruce Ismay. Po smrti T.H. Ismaye také nechal jeho syn Bruce zrušit výstavbu lodi Olympic, která by se stala sestrou velmi oblíbeného Oceanicu a všechny naděje přesunul na stavbu třídy lodí, která by se skládala ze čtyřech obrovských a luxusních plavidel. Veřejnost je přezdívala jako Velká čtyřka.
Mezi rokem 1901 a 1907 byla tato třída lodí postavena. Jmenovaly se Celtic, Cedric, Baltic a Adriatic a každá z nich měla kolem 20 000 tun hrubé prostornosti. Tyto lodě byly navrženy k tomu, aby nesly masivní množství pasažérů. Každá loď tedy uvezla 400 cestujících první a druhé třídy a 2 000 cestujících třetí třídy a uvezla až 17 000 tun nákladu.
V roce 1902 byla White Star Line pohlcena International Mercantile Marine Co. (IMM), velkým americkým přepravním trustem, který náležel J. P. Morganovi, kde se Bruce Ismay v roce 1904 stal prezidentem.

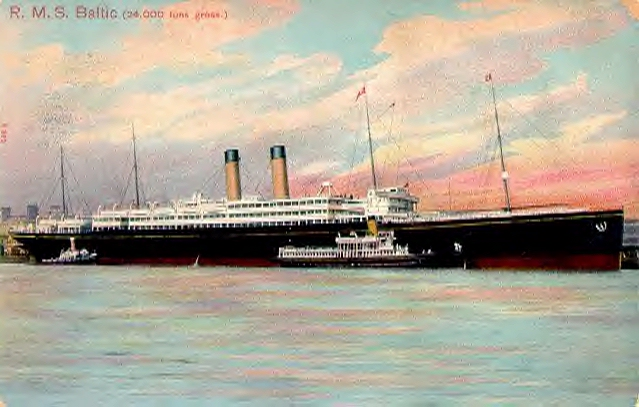
Baltic (23 876 BRT)

### White Star Line během Zlatého věku imigrace

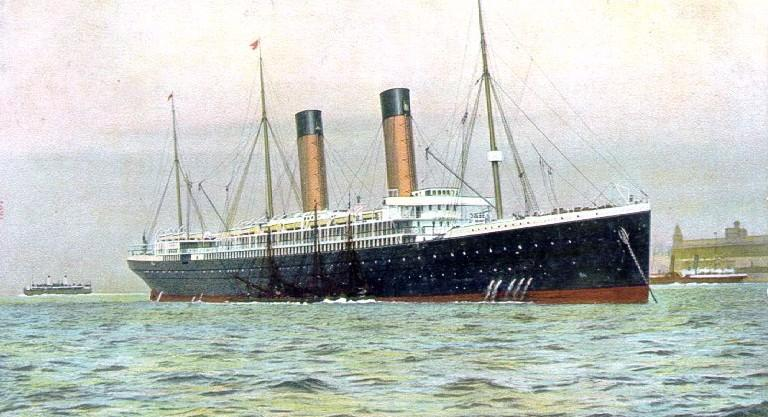
RMS Oceanic z roku 1899, (17 272 BRT)

Během tohoto období se mnoho tisíc lidí přesunulo z Evropy a Středního východu do Spojených států nebo Kanady. White Star Line byla mezi prvními plavebními společnostmi, které vlastnily lodě s méně drahým ubytováním pro 3. třídu. Parníky třídy Oceanic uvezly 1 000 cestujících 3. třídy a loď Celtic byla postavena tak, aby uvezla 2 350 cestujících 3. třídy. Většina pasažérů přicházela z Velké Británie, Irska, Skandinávie, a tehdejšího Rakouska-Uherska (nyní území Rakouska, Maďarska, Slovinska, Chorvatska, Slovenska, Česka, Polska a několika dalších států ve východní Evropě). Pasažéři také přicházeli z Jižní Evropy a později i z Libanonu. Během tohoto období společnost zásluhou emigrantů vydělávala spoustu peněz a řejdařství se jen rozkvétalo.

### Lodě třídy Olympic
Cunard a White Star Line mezi sebou soupeřily ve slávě a úspěchu. Cunard nechala postavit Lusitanii a Mauretanii a White Star Line jim odpověděla stavbou lodí třídy OLYMPIC. Tyto lodě nesly název Olympic, Titanic a Gigantic (po potopení Titanicu přejmenovaná na Britannic). Zatímco Lusitania a Mauretania byly postaveny především pro rychlost, lodě třídy OLYMPIC byly navrženy jako nejluxusnější lodě světa. Olympic byl jedinou lodí, která přinesla společnosti zisk. Titanic se potopil na své panenské cestě do New Yorku, když se srazil s ledovcem a Britannic, ještě před službou pro White Star Line, byl zabaven námořnictvem a sloužil jako nemocniční loď v 1. světové válce. Britannic vjel do minového pole, které tam položila německá ponorka U-73, na jednu z min najel a za 55 minut se potopil.

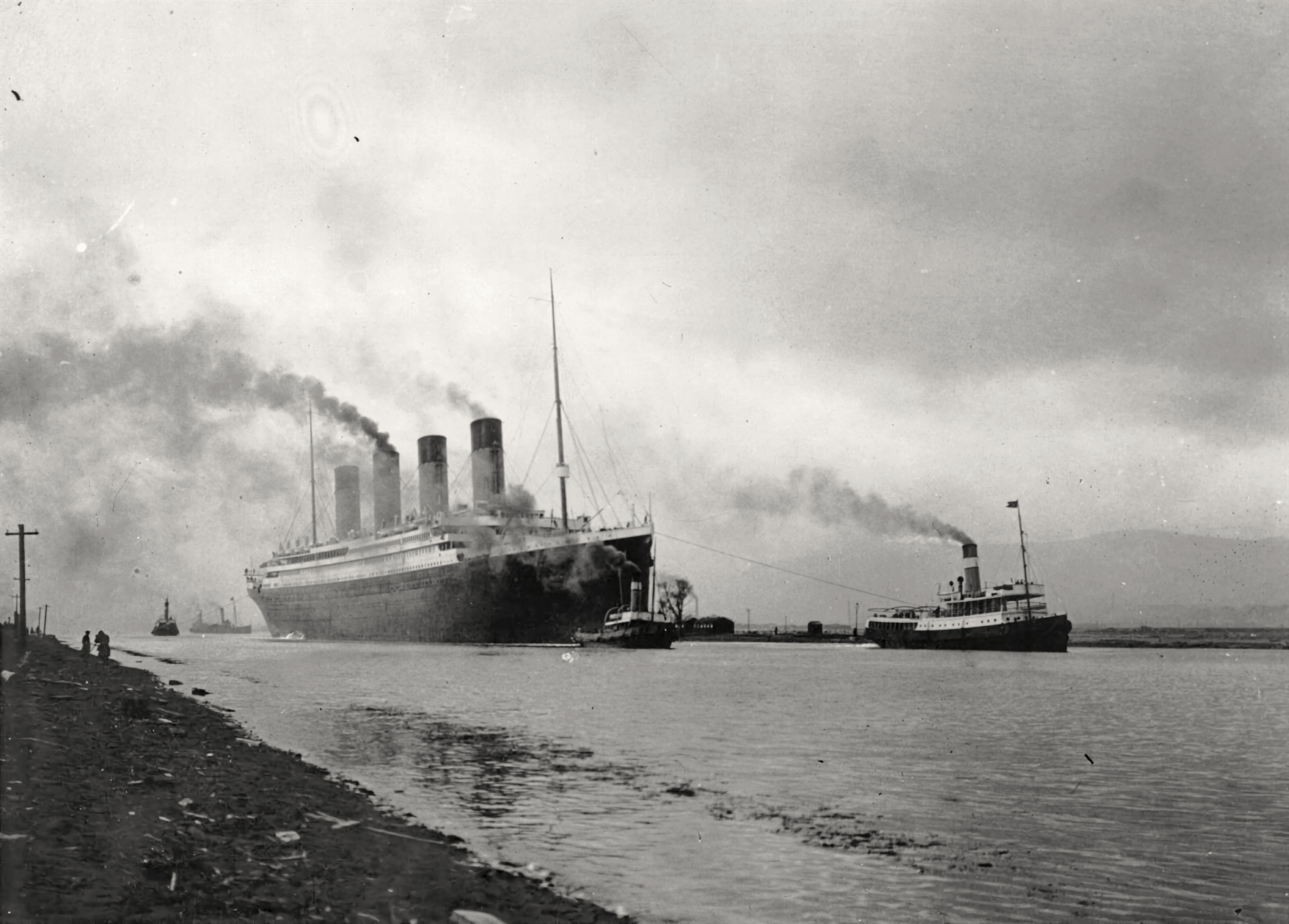
Titanic (vlevo) luxusní parník společnosti White Star Line, který tragicky ztroskotal během své první plavby

### Sloučení s Cunard line
V roce 1927 byla White Star Line koupena společností Royal Mail Steam Packet Company (RMSPC), největší přepravní společností na světě.
V roce 1928 začaly práce na výstavbě lodi Oceanic (III.), který se měla stát největší lodí světa a také možnou držitelkou Modré Stuhy. Byl položen jeho kýl, ale loď nebyla kvůli Velké hospodářské krizi nikdy dokončena. Kýl Oceanicu byl tedy rozebrán a ocel, která měla být použita na jeho stavbu byla použita na stavbu dvou menších lodí: Britannicu (III) a Georgicu. Obě z těchto lodí byly v provozu od 30. let a byly to poslední lodě postavené pro společnost White Star Line. Nicméně jejich popularita byla díky moderním tvarům trupu a stylu Art deco, jímž byly vyzdobeny jejich interiéry, vysoká a obě lodě honosně vydělávaly.
V roce 1930 se RMSPC dostalo do finančních potíží, v roce 1932 se společnost rozpustila a společnosti, které byly v RMSPC členy (včetně White Star Line), převzala společnost Royal Mail Lines Limited.
V roce 1933 se White Star Line a Cunard dostaly do vážných finančních potíží kvůli Velké hospodářské krizi. Britská vláda jim souhlasila poskytnout pomoc za podmínky, že se obě společnosti sloučí. Dohoda byla dokončena 30. prosince 1933. Sloučení se uskutečnilo 10. května 1934 a vznikla společnost Cunard White Star Line Limited. White Star Line přispěla 10 loděmi z její flotily a Cunard 15 loděmi (+ rozestavěnou Queen Mary). Proto Cunard vlastnil 62 % akcií a White Star Line 38 %. Rok po sloučení byl Olympic vyřazen z aktivní služby a o 2 roky později byl sešrotován. Interiér jeho salónu 1. třídy byl přemístěn do hotelu White Swan Hotel v Alnwicku, v Anglii a interiér restaurace á la carte se nachází na výletní lodi Celebrity Millenium. V roce 1947 Cunard odkoupil 38 % akcií White Star Line a 31. prosince 1949 společnost Cunard White Star Line začala používat jen jméno Cunard. Ale vlajka společnosti White Star Line vlála pod Cunardovou vlajkou u všech lodí (kromě Britannicu a Georgicu, kde vlajka WSL vlála nad Cunardovou) bývalé sloučené společnosti až do roku 1968.

### White Star Line dnes
Kanceláře White Star Line v Londýně pojmenované Oceanic House existují ještě dnes. Nachází se jen blok od Trafalgarského náměstí a je zde ještě vidět jméno společnosti nad vchodem do budovy. V budově se dnes nachází restaurace Texas Embassy Cantina.
Zásobovací loď SS Nomadic (1911) pro Titanic a Olympic je poslední loď společnosti WSL, která se dochovala. Tato loď byla prodána v aukci Northern Ireland Department of Social Development v lednu 2006. Dnes se Nomadic nachází v Belfastu, kde bude kompletně zrestaurován.

## Nehody společnosti
- 21. ledna 1854 v bouři ztroskotala při první plavbě přetížená loď Tayleur u ostrova Lambay se ztrátou 380 životů z 652 na palubě. (Tato nehoda se udála za první White Star Line, tedy za White Star Line of Australian Packets.)
- 1. dubna 1873 loď Atlantic ztroskotala ve velké bouři blízko Halifaxu, ztráta 562 životů z 952 na palubě.
- 19. května 1887 se v husté mlze srazila loď Celtic (I) s jinou lodí White Star Line, Britannicem (I). Obě plavidla byla poškozena, ale dokázala se udržet na hladině. Při tomto incidentu zemřelo na palubě Britannicu 6 lidí. Obě plavidla obviněna za vysokou rychlost.
- V roce 1893 zmizela nákladní loď Narotic v Atlantském oceánu se 74 lidmi, když plula z Liverpoolu do New Yorku. (Předpokládá se, že se potopila v bouři)
- V roce 1907 najela loď Suevic v mlze na mělčinu u pobřeží Anglie.
- V roce 1909 se potopila loď Republic po srážce s lodí SS Florida. Plavidla do sebe narazila v husté mlze – vina na straně SS Floridy. Na SS Republicu zemřeli dva cestující během srážky.
- V září 1911 se Olympic srazil s válečnou lodí HMS Hawke, obě plavidla byla těžce poškozena. Chyba ze strany lodivoda na Olympicu.
- 15. dubna 1912 se potopila loď Titanic při první plavbě do New Yorku po srážce s ledovcem, 1 510 až 1518 lidí přišlo o život.
- 8. září 1914 Oceanic najel na mělčinu u ostrova Foula. Chyba na straně nezkušeného válečného kapitána Slaytera.
- 19. srpna 1915 byla torpédována a potopena loď Arabic (II.), 44 mrtvých.
- 21. listopadu 1916 najela loď Britannic na minu poblíž ostrova Kea v Řecku a za 55 minut se potopila, 30 lidí přišlo o život.
- V roce 1916 byla loď Cymric 3× torpédována a potopena německou ponorkou U-20, zabito 5 lidí.
- 25. ledna 1917 loď Laurentic (I.) najela na 2 miny a potopila se, 354 lidí přišlo o život.
- V květnu 1917 byla loď Afric torpédována a potopena, 22 členů posádky přišlo o život.
- V srpnu 1917 byla loď Delphic torpédována 135 mil od Bishop Rock se ztrátou 5 životů.
- 19. července 1918 byla loď Justicia 2× torpédována, ale zůstala na vodě. Později byla torpédována ještě 2× a opět zůstala na hladině. Druhý den byla zasažena ještě 2×, když byla tažena lodí HMS Sonia, tentokrát už se potopila, zemřelo 16 členů posádky. (Tato loď nebyla ve vlastnictví White Star Line, ale britské admirality. Jen posádka byla tvořena z pracovníků White Star Line.)
- V září 1918 byla loď Persic torpédována, ale zůstala na hladině, po opravách se vrátila zpět do služby.
- v říjnu 1917 najela loď Celtic na minu u Queenstownu, bylo zabito 17 lidí. Později byla opravena a vrátila se zpět do služby. V červnu 1918 byla torpédována a na její palubě ztratilo život 7 lidí. Poté byla znovu opravena a obešla se bez dalších incidentů. V říjnu roku 1928 v mlze uvízl na mělčině, později byl na místě sešrotován.
- 15. května 1934 Olympic v husté mlze narazil na majákovou loď Nantucket, přičemž bylo zabito 7 členů posádky majákové lodi.
- V listopadu 1940 byla loď Laurentic (II.) torpédována a potopena, 49 lidí přišlo o život.

Ze tří lodí třídy OLYMPIC dvě nikdy nedokončily komerční plavbu. Nicméně Olympic (první ze tří obrů) měl dlouhou a vynikající kariéru. Ve válečném období (12. května 1918) sklidil nečekaný úspěch, kdy se mu podařilo zaútočit na nepřátelskou německou ponorku U-103, která se posléze potopila. Tento čin prý zachránil Olympic, jelikož ponorka chtěla údajně na loď zaútočit
Když se pro nově zformovanou společnost Cunard – White Star Line 16. května 1934 Olympic vydal na první plavbu, nešťastnou náhodou v mlze najel na majákovou loď Nantucket a potopil ji. Tento incident si vyžádal 7 životů posádky majákové lodi. Nicméně si v průběhu své kariéry vydobyl velmi dobrou pověst a lidé jej přezdívali „Stará spolehlivá“. Když 11. října roku 1935 vyplul na svou poslední plavbu, byl po 24 letech aktivní služby za 100 000 liber prodán k sešrotování.

## Komín
Žlutohnědý (krémový) komín s černým vrchem

## Seznam lodí
- Oceanic
- Atlantic
- Baltic
- Tropic
- Asiatic
- Republic
- Adriatic
- Celtic
- Traffic
- Belgic
- Gaelic
- Britannic
- Germanic
- Arabic
- Coptic
- Ionic
- Doric
- Belgic
- Gaelic
- Cufic
- Runic
- Teutonic
- Majestic
- Nomadic
- Tauric
- Magnetic
- Naronic
- Bovic
- Gothic
- Cevic
- Pontic
- Georgic
- Delphic
- Cymric
- Afric
- Medic
- Persic
- Oceanic
- Runic
- Suevic
- Celtic
- Athenic
- Corinthic
- Ionic
- Cedric
- Victorian
- Armenian
- Arabic
- Romanic
- Cretic
- Republic
- Canopic
- Cufic
- Baltic
- Tropic
- Gallic
- Adriatic
- Laurentic
- Megantic
- Zeeland
- Nomadic
- Traffic
- Olympic
- Belgic
- Zealandic
- Titanic
- Ceramic
- Vaderland
- Lapland
- Britannic
- Belgic
- Vedic
- Bardic
- Gallic
- Mobile
- Arabic
- Homeric
- Haverford
- Poland
- Majestic
- Pittsburgh
- Doric
- Delphic
- Regina
- Albertic
- Calgaric
- Laurentic
- Britannic
- Georgic